# Uvaria forbesii
Uvaria forbesii este o specie de plante angiosperme din genul Uvaria, familia Annonaceae. A fost descrisă pentru prima dată de Baker f., și a primit numele actual de la L. L. Zhou, Y. C. F. Su och R. M. K. Saun. Conform Catalogue of Life specia Uvaria forbesii nu are subspecii cunoscute.